# Vitčice
Vitčice (en allemand : Witschitz) est une commune du district de Prostějov, dans la région d'Olomouc, en République tchèque. Sa population s'élevait à 179 habitants en 2023.

## Géographie
Vitčice se trouve à 4,2 km au sud-est du centre de Němčice nad Hanou, à 20 km au sud-est de Prostějov, à 31,5 km au sud d'Olomouc et à 220 km à l'est-sud-est de Prague.
La commune est limitée par Vrchoslavice au nord, par Stříbrnice au nord-est, par Křenovice à l'est, par Věžky et Dřínov au sud, et par Pavlovice u Kojetína à l'ouest.

## Histoire
La première mention écrite de la localité date de 1353.

## Galerie

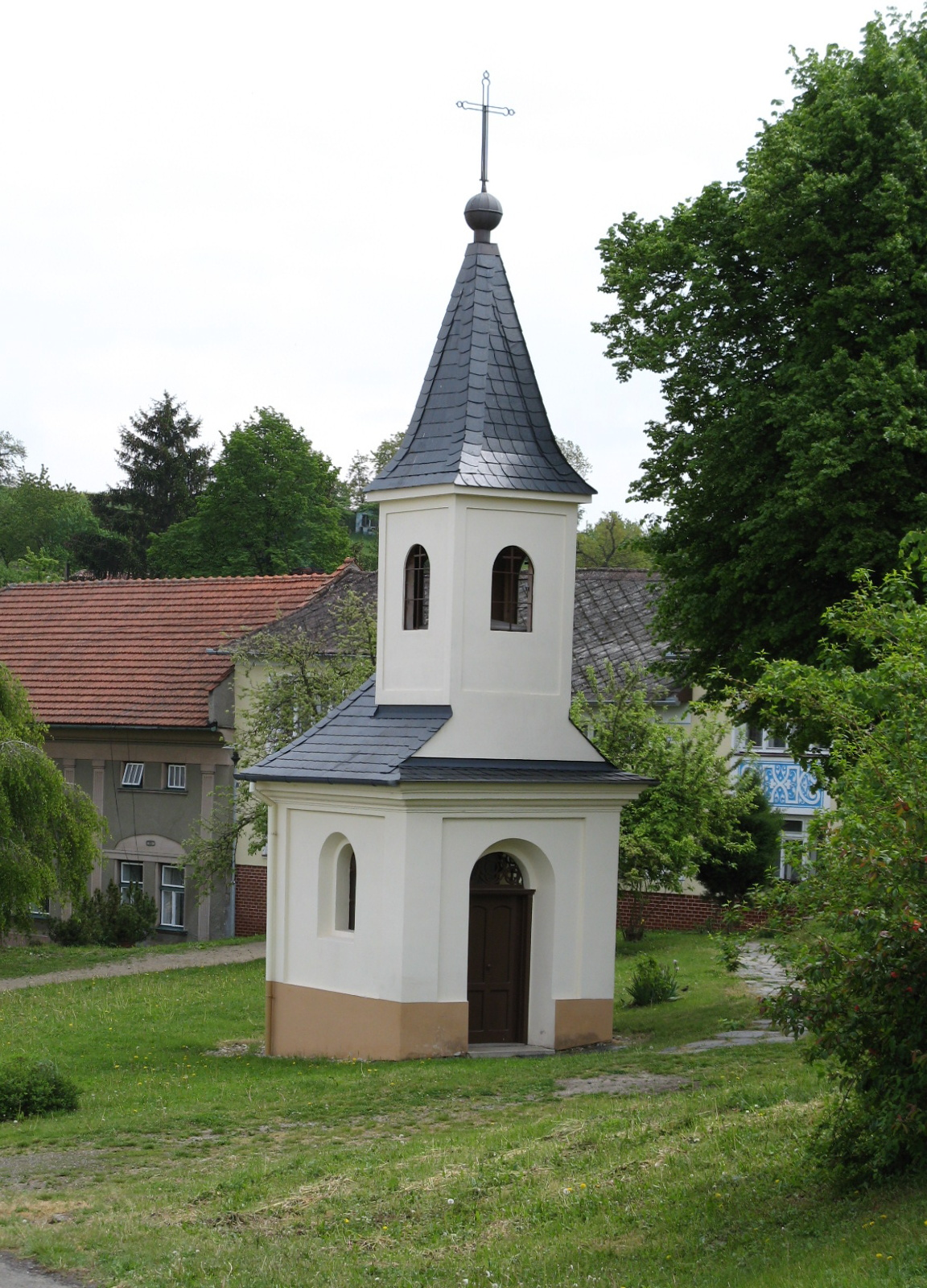
Chapelle à Vitčice.
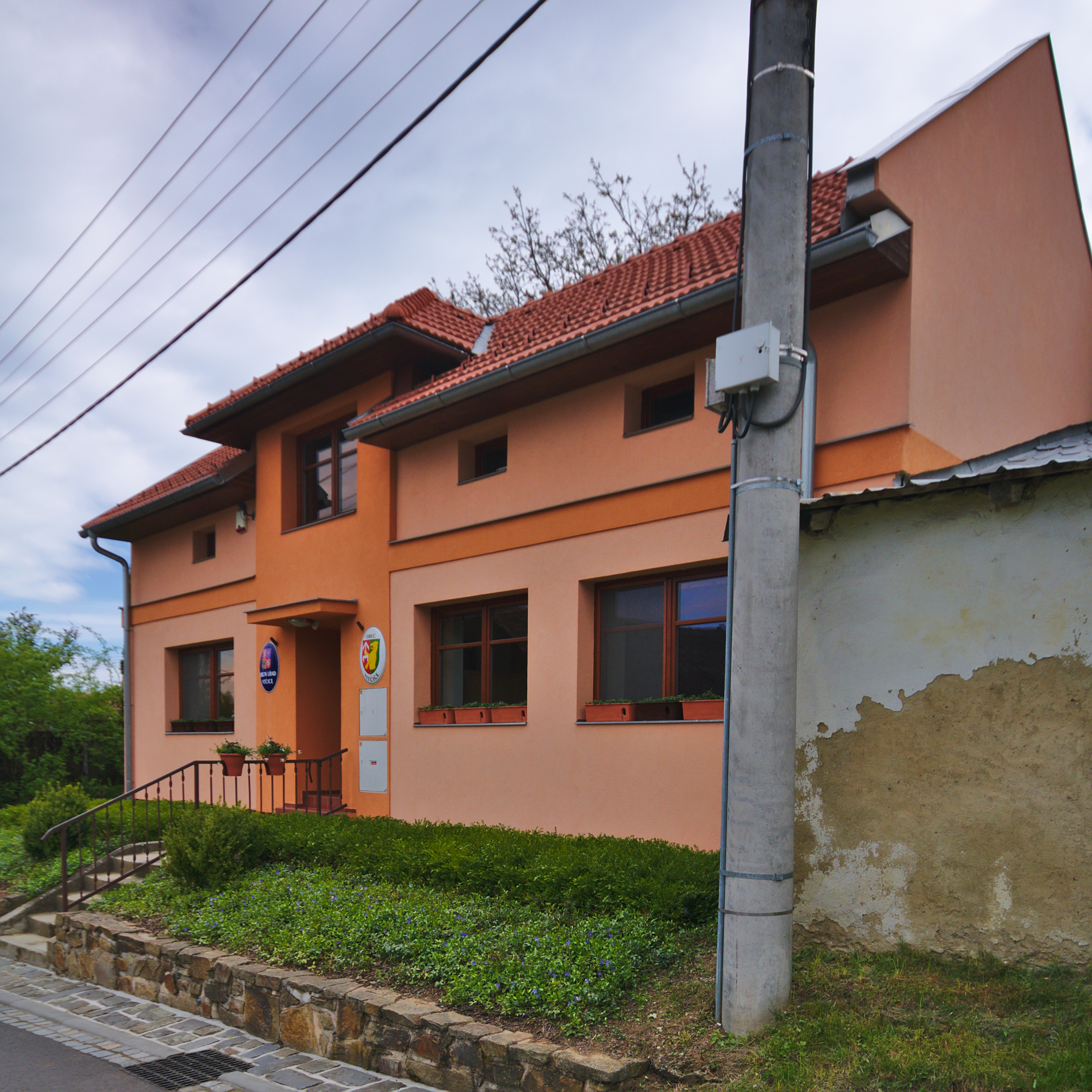
La mairie.
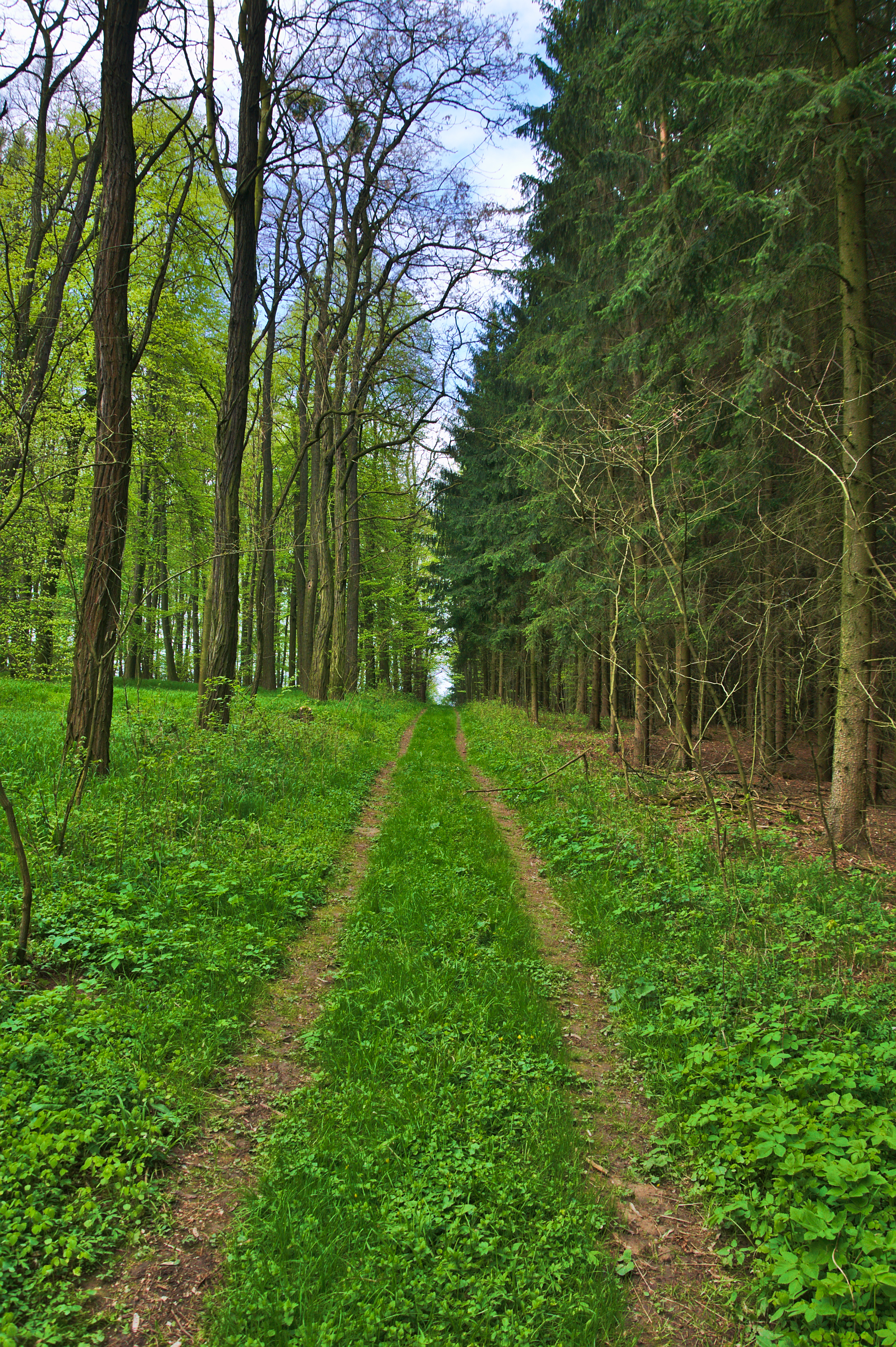
Vitčice : aire protégée.

## Transports
Par la route, Vitčice se trouve à 5,2 km de Němčice nad Hanou, à 23 km de Prostějov, à 41,5 km d'Olomouc et à 261 km de Prague.